# Köksflicka

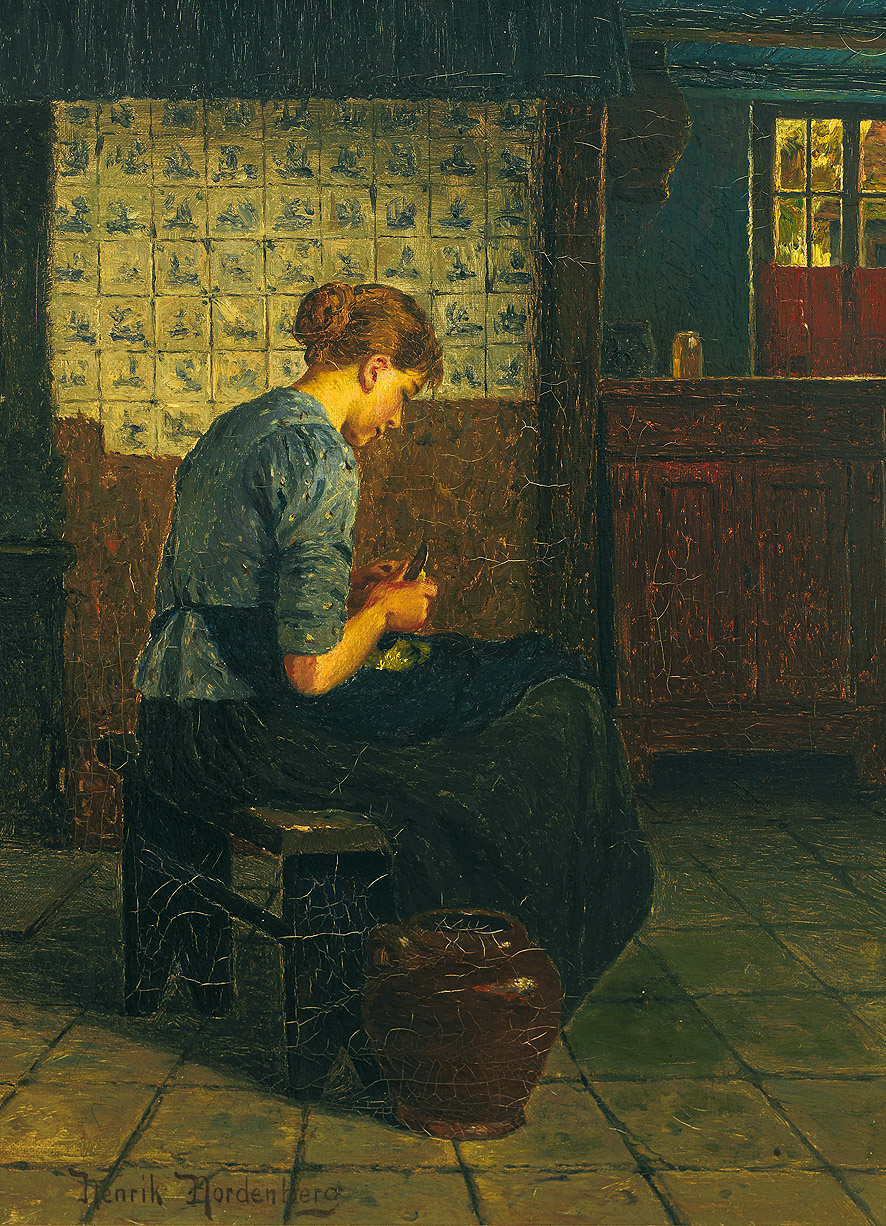
Köksflicka i nederländskt kök, målning av Henrik Nordenberg. Cirka 1800-talet/tidigt 1900-tal.

En köksflicka eller kökspiga kallades en flicka eller ogift kvinna om arbetade i köket i ett hushåll med husligt anställda. Ibland kallades köksflickan också köksa, vilket med tiden fick en nedsättande klang. Köksflickans arbetsuppgifter var att förbereda matlagningen och assistera huvudkocken eller kokerskan, när sådan fanns i hushållet.
Medan det i exempelvis i Storbritannien kunde finnas ännu en nivå under kökspigan, en scullery maid, som ansvarade för disk och grovtvätt, hade svenska hushåll inte lika detaljerad uppdelning. Antingen stod kökspigan lägst i rang i köket, eller så fanns det en mer allmän piga som tog de tyngsta uppgifter i hela hushållet, inklusive grovdisk.
I ett professionellt kök som använde Auguste Escoffiers Brigade de Cuisine-hierarki, kunde köksflickan ha jämställts med en "chef de partie."

## I konst och litteratur
I det nederländska genremåleriet förekom köksflickor som motiv, som i Jan Vermeers Kökspiga som häller upp mjölk.
Margaret Powell arbetade som köksflicka då hon var i 15-årsåldern och skrev en bok om sina upplevelser, som blev en kommersiell framgång. Boken har bidragit med inspiration för de brittiska TV-serierna Herrskap och tjänstefolk och Downton Abbey.

### Fotnoter
1. ↑  ”köksa | SAOB”. https://www.saob.se/artikel/?unik=K_3627-0168.4q52. Läst 15 augusti 2025.
2. ↑  ”köks-piga | SAOB”. https://www.saob.se/artikel/?seek=K%C3%B6kspiga&pz=1#U_K3627_168792. Läst 15 augusti 2025.
3. ↑  ”Köket - Hallwylska museet”. hallwylskamuseet.se. https://hallwylskamuseet.se/besok/besok-pa-egen-hand/koket/. Läst 15 augusti 2025.
4. ↑  Sveriges Radio (25 februari 2008). ”De osynligas historia- om svenska pigor - Släktband”. www.sverigesradio.se. https://www.sverigesradio.se/artikel/1914074. Läst 15 augusti 2025.
5. ↑  ”CHAPTER 4 – INTRODUCTION TO COOKERY | Mrs Beeton's Book of Household Management”. www.mrsbeeton.com. Arkiverad från originalet den 19 april 2018. https://web.archive.org/web/20180419023741/http://www.mrsbeeton.com/04-chapter4.html. Läst 15 augusti 2025.
6. ↑  G. Stephen Jones (6 juni 2014). ”Escoffier Kitchen Brigade System Then and Now” (på amerikansk engelska). The Reluctant Gourmet. https://www.reluctantgourmet.com/escoffier-kitchen-brigade-system/. Läst 15 augusti 2025.
7. ↑  ”THE MILKMAID by Johannes Vermeer”. www.essentialvermeer.com. https://www.essentialvermeer.com/catalogue/milkmaid.html. Läst 15 augusti 2025.
8. ↑  Hughes, Kathryn (19 augusti 2011). ”Maid in England” (på brittisk engelska). The Guardian. ISSN 0261-3077. https://www.theguardian.com/books/2011/aug/19/margaret-powell-below-stairs-rereading. Läst 15 augusti 2025.